# Paraphlepsius luxuria
Paraphlepsius luxuria är en insektsart som beskrevs av Hamilton 1975. Paraphlepsius luxuria ingår i släktet Paraphlepsius och familjen dvärgstritar. Inga underarter finns listade i Catalogue of Life.